# Право на прекид везе
Право на прекид везе предложено је људско право које се односи на способност лица да прекине везу са посла и првенствено не учествује у пословним електронским комуникацијама, попут имејлова или порука током нерадног времена. Савремено радно окружење драстично је промењено новим комуникационим и информационим технологијама. Граница између пословног и приватног живота смањена је увођењем дигиталних алатки у запошљавање. Иако те алатке доносе прилагодљивост и слободу, у одсуству ограничења доводе до претераног уплитања у приватни живот запослених. Право на прекид везе делотворно је из тог разлога. Неколико земаља, нарочито у Европи, има неки облик овог права обухваћен у закону, док је у другим случајевима присутно у политици многих великих компанија. Дана 24. јула 2018, петиција 1057 позвала је на увођење права (француски назив: Le droit à la déconnexion) у Закону о раду у Луксембургу.